# Pete Lau
Pete Lau o Liu Zuohu (cinese: 刘作虎; pinyin: Liú Zuòhǔ; 5 maggio 1975) è un imprenditore cinese. Ha co-fondato, insieme a Carl Pei, l'azienda OnePlus di cui ora è amministratore delegato.

## Carriera

### Oppo
Lau iniziò a lavorare in Oppo come ingegnere hardware. In seguito, divenne direttore della divisione Blu-ray di Oppo. L'attenzione di Lau per i dettagli diventò famosa negli ambienti tecnologici durante quel periodo in cui ruppe la scheda logica di un lettore Blu-ray per esprimere la sua delusione per il design dei circuiti. Divenne poi head marketing prima di essere finalmente assegnato come vicepresidente. In qualità di vicepresidente fu determinante nel portare CyanogenMod, un sistema operativo basato su Android sullo smartphone Oppo N1. Si è dimesso da Oppo nel novembre 2013 dopo aver lavorato in azienda per oltre un decennio.

### OnePlus
Nel dicembre 2013, Lau e Carl Pei lanciarono la propria azienda denominata OnePlus con l'obiettivo di creare "un prodotto più bello e di qualità superiore". Al momento della sua fondazione, OnePlus aveva solo 6 dipendenti. Tagliare i costi era una priorità per l'azienda all'inizio, quindi Lau decise di vendere il primo prodotto della sua azienda esclusivamente online, prendendo ispirazione dai modelli di mercato della linea Nexus e Oppo. Scelse CyanogenMod come sistema operativo del dispositivo e estese i suoi legami con Stefanie Kondik di Cyanogen Inc., che conobbe durante il suo periodo in Oppo.
Poiché OnePlus non aveva un impianto di produzione, Lau fece fabbricare il dispositivo nelle strutture della sua ex azienda Oppo. Il dispositivo chiamato OnePlus One venne annunciato ufficialmente nell'aprile 2014 e diventò disponibile per l'ordine online nel giugno 2014. OnePlus One ricevette recensioni positive dalla comunità tecnologica; vennero elogiate le specifiche del telefono, le prestazioni, il design e i prezzi competitivi. L'attenzione al dettaglio del dispositivo, un aspetto che può essere attribuito a Lau, venne elogiato da diversi esperti di tecnologia. A causa della fornitura limitata di prodotti, il telefono fu inizialmente disponibile per l'acquisto tramite un sistema solo su invito.
Il prezzo del telefono fu ampiamente discusso dai media tecnologici. La versione da 16 GB del telefono costò $ 299 mentre la versione da 64 GB costava € 349, quasi la metà del prezzo di altri dispositivi di punta dell'epoca con specifiche simili. Lau attribuì i prezzi bassi alla mancanza di costi di marketing, alla strategia di marketing online e ai bassi margini di profitto. La strategia venne etichettata come "coraggiosa e rischiosa per una nuova azienda" dal sito web Tech Radar. Un altro sito tecnologico, Phone Arena, commentò con "se OnePlus riuscirà a vendere il suo smartphone senza pubblicità televisiva, avrà fatto qualcosa che i principali produttori non potrebbero mai realizzare".
A dicembre 2014, furono venduti quasi 1 milione di telefoni. OnePlus annunciò un altro sistema operativo OxygenOS per i propri smartphone, quando YU Televentures, una consociata di Micromax, annunciò di avere l'autorizzazione per l'uso di Cyanogen OS in India.